# Spider (Film)
Spider ist ein kanadisch-britisches Filmdrama von David Cronenberg aus dem Jahr 2002 nach dem gleichnamigen Roman von Patrick McGrath.

## Handlung
England in den 1970er Jahren: Der an Schizophrenie erkrankte Dennis „Spider“ Cleg wird aus einer geschlossenen psychiatrischen Anstalt entlassen und in einem heruntergekommenen Wohnheim im Osten Londons einquartiert. Spider leidet unter Angstzuständen und kann sich anderen gegenüber nur sehr eingeschränkt verständlich machen. Besonders vor dem Geruch von Stadtgas hat er große Furcht – ein großer Gasometer auf der anderen Straßenseite, direkt vor seinem Zimmerfenster, stellt für ihn eine permanente Belastung dar. Das Heim befindet sich nahe dem Ort, an dem Spider in den 1950er Jahren seine Kindheit verbracht hat. Er erinnert sich an die Geschehnisse, die zu seiner Einweisung in die Klinik führten. Dabei wird nach und nach deutlich, dass die gezeigten Erinnerungen nur teilweise der Realität entsprechen: Der erwachsene Spider tritt in diesen Szenen wiederholt als Zuschauer auf, auch in solchen, in denen er als Kind nicht zugegen war, wie bei einem Besuch seiner Eltern im Pub.
Spider, ein sensibler und weicher Junge, hängt stark an seiner Mutter. Sein aufbrausender und frustrierter Vater, ein einfacher Klempner, betrügt seine Frau mit der Prostituierten Yvonne. Letztere erscheint Spider als vulgäre, abstoßende, liederliche Person. Als die Mutter den Vater beim Ehebruch ertappt, erschlägt dieser sie mit einem Spaten. Die Leiche vergräbt er in einem Beet im Schrebergarten der Familie. Anschließend nimmt Yvonne im Haus die Rolle der Mutter ein, aber Spider weigert sich, sie als neue Mutter zu akzeptieren. Bei einer Auseinandersetzung im Schrebergarten beschuldigt er seinen Vater des Mordes an der Mutter. Der Vater ohrfeigt ihn und fragt, ob er wirklich glaube, dass er die Mutter umgebracht habe. Spider verneint dies, entschuldigt sich jedoch im Fortgehen leise in Richtung des Beetes, wo er seine Mutter begraben glaubt.
Die Szenerie im Haushalt erscheint zunehmend befremdlicher; so tischt Yvonne zum Abendessen rohe, unverarbeitete Fische auf. Je mehr sich Spider erneut in die Bedrohung durch Yvonne hineinsteigert, umso mehr fühlt er sich auch in der Gegenwart bedroht. Schließlich glaubt er, in Mrs. Wilkinson, der unfreundlichen Leiterin des Wohnheims, Yvonne zu erkennen. Er bricht nachts in Mrs. Wilkinsons Zimmer ein, um sie im Schlaf zu töten. Dabei erinnert er sich an den letzten Akt des Geschehens aus seiner Kindheit: Nachdem sein Vater und Yvonne eines Nachts betrunken nach Hause gekommen sind und Yvonne im Sessel eingeschlafen ist, öffnet er den Gashahn. Während sein Vater sich und seinen Sohn retten kann, kommt die Schlafende ums Leben. Der Leichnam wird vom Vater aus dem Haus getragen und entpuppt sich als der von Spiders Mutter. Die Anwesenheit von Yvonne im Haus und der Mord des Vaters an der Mutter existierten nur in Spiders Vorstellung. Seine tödliche „Rache“ war jedoch real – er hat seine Mutter getötet und wird in die psychiatrische Klinik eingewiesen.
Zurück in der Gegenwart erwacht Mrs. Wilkinson, bevor Spider sein Mordvorhaben in die Tat umsetzen kann. Der erwachsene Spider wird erneut in die Klinik eingewiesen.

## Hintergrund
McGraths Romanvorlage ist in den 1950er Jahren angesiedelt, verlegt Spiders Erinnerungen in die 1930er Jahre und endet mit Spiders Selbstmord im Haus von Mrs. Wilkinson.
Spider feierte seine Premiere im Mai 2002 auf den Internationalen Filmfestspielen von Cannes. Nach zahlreichen weiteren Festivalaufführungen startete er am 13. Dezember 2002 in den kanadischen und am 3. Januar 2003 in den britischen Kinos. In Deutschland lief er am 10. Juni 2004 an.

## Kritiken
„Ein düsterer, subtiler Horrorfilm über den Themenkomplex Gedächtnis/Erinnerung, der die Grenzen des Genres sprengt und der Ideenwelt des Existenzialismus verpflichtet ist. Die dichte Inszenierung und der faszinierende Hauptdarsteller imaginieren eine Welt ohne Mitleid, in der der Einzelne dem Verfall ohne Hoffnung auf Freiheit ausgesetzt ist.“

## Auszeichnungen (Auswahl)
Der Film wurde mit insgesamt 13 internationalen Filmpreisen ausgezeichnet, sowie für 24 Preise nominiert, darunter David Cronenberg in vier Kategorien für die Goldene Palme von Cannes.
- 2002 erhielt Spider auf dem Toronto International Film Festival die Auszeichnung „Toronto City Award for Best Canadian Feature Film“.
- 2002 gewann Howard Shore den Georges Delerue-Prize auf dem Ghent International Film Festival für die beste Filmmusik
- 2003 gewann David Cronenberg einen Genie Award für die beste Regie. Der Film war in fünf weiteren Kategorien nominiert.
- 2004 International Horror Guild Award – bester Film